# Борстел-Хоенраден
Борстел-Хоенраден (њем. Borstel-Hohenraden) општина је у њемачкој савезној држави Шлезвиг-Холштајн. Једно је од 49 општинских средишта округа Пинеберг. Према процјени из 2010. у општини је живјело 2.251 становника. Посједује регионалну шифру (AGS) 1056009.

## Географски и демографски подаци
Борстел-Хоенраден се налази у савезној држави Шлезвиг-Холштајн у округу Пинеберг. Општина се налази на надморској висини од 4 метра. Површина општине износи 14,9 km². У самом мјесту је, према процјени из 2010. године, живјео 2.251 становник. Просјечна густина становништва износи 151 становник/km².